# Типикин, Александр Петрович
Александр Петрович Типикин (1938—2021) — российский учёный в области вычислительной техники, доктор технических наук (1990), профессор (1992), заведующий кафедрой, проректор по научной работе Курского политехнического института (ныне ЮЗГУ).

## Биография
Родился в 1938 году.
В 1967 г. защитил кандидатскую диссертацию:
- Математическое моделирование систем частотного управления тяговыми асинхронными двигателями : диссертация … кандидата технических наук : 05.00.00. — Харьков, 1967. — 169 с. : ил.

С 1968 по 2013 год работал в Курском политехническом институте на кафедре вычислительной техники: старший преподаватель, доцент, профессор, с 1980 по 1986 год заведующий кафедрой.
С 1972 по 1980 г. — проректор по научной работе.
В 1990 г. защитил докторскую диссертацию «Теория и принципы организации быстродействующих помехоустойчивых систем коррекции ошибок в оптических накопителях информации».
Умер 20 сентября 2021 года.

## Награды и звания
- Орден «Знак Почёта» (1981)
- Медаль «За доблестный труд» (1970)
- медаль «Ветеран труда» (1985)
- Почётный работник высшего профессионального образования Российской Федерации (2004).
- Почётный работник науки и образования Курской области (2008).

## Из библиографии
- Коррекция ошибок в оптических накопителях информации / А. П. Типикин, В. В. Петров, А. Г. Бабанин; АН УССР, Ин-т пробл. регистрации информ. — Киев : Наук. думка, 1990. — 166, [3] с. : ил.; 23 см; ISBN 5-12-001823-8
- Проектирование процессора ЭВМ / Д. В. Борзов, А. П. Типикин ; М-во образования и науки Российской Федерации, Курский гос. технический ун-т. — Курск : Курский гос. технический ун-т, 2006 (Курск : ИПЦ Курского гос. техн. ун-та). — 166 с. : ил., табл.; 20 см; ISBN 5-7681-0272-8